# Кюннеке, Эдуард
Эдуа́рд Кю́ннеке (нем. Eduard Künneke; 27 января 1885, Эммерих-на-Рейне — 27 октября 1953, Берлин) — немецкий композитор, автор оперетт и опер, музыки к кинофильмам, переводчик.

## Биография
Родился в городе Эммерих. Учился музыке в Берлине у Макса Бруха. Затем работал хормейстером в различных музыкальных театрах Берлина. После успеха оперы «Robins Ende» (1909) Кюннеке приобрёл известность и как композитор. Только в Германии эта опера ставилась в 38 театрах.
Первая значительная оперетта Кюннеке «Кузен ниоткуда» («Der Vetter aus Dingsda») была поставлена в 1921 году. Её изысканные красочные мелодии облетели всю Европу; они популярны в Германии до сих пор.
Кюннеке был женат (с 1920) на оперной певице Катарине Гарден (Katarina Garden; 1889–1967), племяннице русского анархиста П.А. Кропоткина. У них родилась дочь Эвелин (Evelyn Künneke, 1921—2001), ставшая популярной певицей, актрисой и танцовщицей.
В 1926 году появилась ещё одна оперетта, «Леди Гамильтон». В 1935 году в Берлине при участии популярных артистов Третьего рейха Хельге Росвенге и Тианы Лемниц была поставлена оперетта «Великая грешница». 
В 1944 году, несмотря на «неарийское происхождение» жены, за большие заслуги перед Рейхом был включён в список выдающихся деятелей культуры Gottbegnadeten-Liste.
Кюннеке сотрудничал с Максом Рейнхардтом (написал музыку к его постановке «Фауста» Гёте). Помимо оперетт и опер писал также инструментальную музыку — создал два фортепианных концерта, оркестровые сюиты, струнный квартет. В оркестровой «Танцевальной сюите» («Tänzerische Suite», 1929), с авторским подзаголовком «Concerto Grosso for Jazz Band and Orchestra», использовал стилевые элементы джаза. 
В качестве дирижёра руководил исполнением опер и другой музыкальной классики. Сам Кюннеке своим главным делом жизни считал исследования в области гуманитарных наук[уточнить]. Университет в Марбурге присвоил ему почётную докторскую степень за перевод «Беовульфа».
Компания Westdeutscher Rundfunk выпустила коллекцию альбомов (пластинок) с опереттами Кюннеке.

## Творчество

### Оперы
- «Конец Робина» (Robins Ende), 1909
- «Червонный туз» (Coeur As), 1913
- «Надя» (Nadja), 1931
- «Вальтер фон дер Фогельвейде» (Walther von der Vogelweide), 1945

### Опереттыизингшпили
- «Деревня без колоколов» (Das Dorf Ohne Glocke), 1919, зингшпиль
- «Когда проснётся любовь» (Wenn Liebe erwacht), 1920
- «Кузен ниоткуда» (Der Vetter aus Dingsda), 1921
- «Die Ehe im Kreise», 1921
- «Влюблённые» (Verliebte Leute), 1922
- «Леди Гамильтон» (Lady Hamilton), 1926
- «Тенор герцогини» (Der Tenor der Herzogin), 1930
- «Счастливого пути» (Glückliche Reise, 1932
- «Лизелотта» (Liselott), 1932
- «Die lockende Flamme», 1933
- «Великая грешница» (Die große Sünderin), 1935
- «Волшебница Лола» (Zauberin Lola), 1937, зингшпиль
- «Свадьба в Самарканде» (Hochzeit in Samarkand), 1938
- «Страна мечты» (Traumland), 1941
- «Свадьба с Эрикой» (Hochzeit mit Erika), 1949

### Инструментальные произведения
- «Озорные годы» (Flegeljahre), три пьесы для оркестра по одноимённому роману Жана Поля, соч. 9.
- «Танцевальная сюита» (Tänzerische Suite), кончерто гроссо в пяти частях для джазового ансамбля и большого оркестра, соч. 26 (1929).
- Концерт для фортепиано с оркестром № 1 ля-бемоль мажор, соч. 36 (опубликован в 1935 году в версии для двух фортепиано)

### Фильмография
- Список фильмов с музыкой Кюннеке

## Записи
- Записаны несколько оперетт Кюннеке. Также переизданы несколько немых фильмов с его музыкой.
- Концерт для фортепиано с оркестром:
  - Tiny Wirtz, Rundfunkorchester des Südwestfunks, дирижёр Włodzimierz Kamirski (запись 1982). — Koch Schwann CD 3-1372-2 (1997).
  - Эрнст Август Квелле[нем.], Филармонический оркестр Северогерманского радио, дирижёр Рето Паролари[нем.] (радиозапись).
  - Эрнст Август Квелле[нем.], Мюнхенский филармонический оркестр, дирижёр Хайнц Гессе[нем.] (радиозапись).